# 8437-es mellékút (Magyarország)
A 8437-es számú mellékút egy közel kilenc kilométer hosszú, négy számjegyű országos közút Vas vármegyében; Káld és Vashosszúfalu településeket köti össze egymással, valamint a 8-as és a 84-es főutakkal.

## Nyomvonala
Vashosszúfalu közigazgatási területén, a falu déli külterületei között ágazik ki a 8-as főútból, annak a 122+350-es kilométerszelvényénél, észak felé. Mintegy 800 méter után éri el a község lakott területének szélét; ott a Kossuth utca nevet veszi fel. 2,3 kilométer után éri el a belterület északnyugati szélét, ott egy rövid szakasz erejéig nyugatabbnak fordul, észak felé pedig kiágazik belőle egy önkormányzati út, Ódorfa településrész irányába. Keresztezi a MÁV egykor 14-es számot viselő (az 1970-es évek közepén megszüntetett) Sárvár–Zalabér-Batyk-vasútvonalának nyomvonalát, majd újra északnak fordul és nem sokkal azután elhalad a hajdani Vashosszúfalu vasútállomás még meglévő felvételi épülete mellett. 2,5 kilométer után már teljesen külterületen folytatódik, 3,8 kilométer után pedig átlép Káld területére.
Káld határai között először Pusztalánc településrészt érinti, annak keleti széle mellett halad el, 4,4 kilométer után, majd sokáig külterületek között halad; 7,2 kilométer megtételét követően éri csak el a falu déli szélét, ahol a Pusztalánci út nevet veszi fel. 7,4 kilométer után beletorkollik a 84 154-es számú mellékút, a 84-es főút felől, azt követően a neve Berzsenyi Dániel útra változik, így húzódik végig a központon. A falu északi részén még egyszer nevet vált, Béke utca lesz a neve, majd 8,3 kilométer megtétele után elhagyja a község utolsó házát is. Kevéssel ezután véget is ér, beletorkollva a 84-es főútba, annak az 50+900-as kilométerszelvénye közelében.
Teljes hossza, az országos közutak térképes nyilvántartását szolgáló kira.gov.hu adatbázisa szerint 8,568 kilométer.

## Települések az út mentén
- Vashosszúfalu
- Káld